# Anarrhinum duriminium
Anarrhinum duriminium é uma espécie de planta com flor pertencente à família Scrophulariaceae. 
A autoridade científica da espécie é (Brot.) Pers., tendo sido publicada em Synopsis Plantarum [Persoon] 2(1): 159. 1806.
Os seus nomes comuns são samacalo ou samacalo-peludo.

## Portugal
Trata-se de uma espécie presente no território português, nomeadamente em Portugal Continental.
Em termos de naturalidade é endémica da Península Ibérica.

## Protecção
Não se encontra protegida por legislação portuguesa ou da Comunidade Europeia.